# 11 Korpus Pancerny (ZSRR)

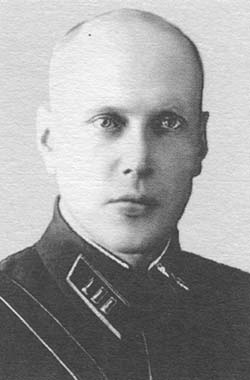
gen. mjr Iwan Juszczuk, ostatni dowódca 11 KPanc.

11 Radomsko-Berliński Korpus Pancerny odznaczony Orderem Czerwonego Sztandaru, Suworowa i Kutuzowa (ros. 11-й танковый Радомско-Берлинский Краснознамённый орденов Суворова и Кутузова корпус) – jednostka pancerna Armii Czerwonej z okresu II wojny światowej.
11 Korpus Pancerny (11 KPanc) utworzony został w 1942 roku i brał udział w głównych operacjach bojowych prowadzonych przez Armię Czerwoną przeciw armii niemieckiej, wśród nich były: operacja Bagration, operacja wiślańsko-odrzańska i bitwa o Berlin. W latach 1942–1945 wchodził w skład następujących jednostek: 5 Armia Pancerna, 2 Armia Pancerna, 4 Armia Pancerna, 13 Armia, 69 Armia i 5 Armia Uderzeniowa.
Na ziemiach polskich uczestniczył w następujących działaniach bojowych: walkach o zdobycie Parczewa, Radzynia Podlaskiego i Łukowa, odparciu przeciwuderzenia pod wsią Borki, bitwie o Siedlce,  walkach przeciw XXXXVI Korpusowi Pancernemu o zdobycie przyczółka na Wiśle i walkach o Babimost.
Za wykazane męstwo i odwagę w walkach o Radom jednostka otrzymała zaszczytną nazwę: 11 Radomski Korpus Pancerny. Po walkach i zdobyciu 19 stycznia 1945 roku Tomaszowa Mazowieckiego została odznaczona Orderem Suworowa II stopnia.

## Dowództwo korpusu
Dowódcy:
- gen. mjr Aleksiej Popow (11.05.1942 - 01.09.1942)
- gen. mjr Iwan Łazariew (18.09.1942 - 07.06.1943)
- gen. mjr Nikolaj Radkiewicz (07.06.1943 - 31.10.1943)
- gen. mjr Filipp Rudkin (01.10.1943 - 31.07.1944)
- gen. mjr Iwan Juszczuk (01.07.1944 - 30.06.1945)[5]

Szefowie sztabu:
- płk Piotr Kaliniczenko (01.05.1942 - 30.06.1943)
- gen. mjr Dmitrij Griczenko (07.06.1943 - 30.06.1945)[5]

## Struktura organizacyjna
- 53 Brygada Pancerna (ros. 53-я танковая бригада)
- 59 Brygada Pancerna (ros. 59-я танковая бригада)
- 160 Brygada Pancerna (ros. 160-я танковая бригада)
- 12 Brygada Piechoty Zmotoryzowanej (ros. 12-я мотострелковая бригада)[1]